# Johann Friedrich Will
Johann Georg Friedrich Will (* 26. Juni 1815 in Bayreuth; † 20. November 1868 in Erlangen) war ein deutscher Mediziner, Naturwissenschaftler und Zoologe.

## Leben
Johann Georg Friedrich Will besuchte das Gymnasium in Bayreuth und studierte anschließend Medizin und Naturwissenschaften an den Universitäten in München, Erlangen und Würzburg.
1839 wurde er zum Dr. der Medizin, Chirurgie und Geburtshilfe promoviert, unternahm eine Studienreise durch die böhmischen Länder und begleitete anschließend den Direktor des zoologischen Instituts in Erlangen Rudolf Wagner auf einer Reise durch die Schweiz und Oberitalien.
Johann Friedrich Will wurde 1840 zum Dr. phil. promoviert und auf Wagner’s Empfehlung Assistent am Naturalienkabinett in Erlangen.
1841 habilitierte er sich in Erlangen und übernahm die Leitung der zootomischen Übungen.
In der Zeit danach hielt er sich zur Erforschung der Meerestiere bis 1843 mit einem bayerischen Staatsstipendium und einem Göttinger Stipendium Blumenbachianum längere Zeit in Triest auf und veröffentlichte danach die Ergebnisse seiner Forschungen in mehreren Abhandlungen.
1845 wurde er zum außerordentlichen Professor ernannt und hielt Vorlesungen über Zoologie, vergleichende Anatomie, Veterinärmedizin, Enzyklopädie der Medizin und Anthropologie.
Als Nachfolger von Carl Theodor von Siebold wurde er 1846 Direktor des zoologischen Kabinetts und am 1. November 1848 zum ordentlichen Professor für Zoologie, vergleichende Anatomie und Veterinärkunde ernannt. Will war der erste Professor in Erlangen, dem es gestattet wurde, das übliche Programm zum Eintritt in den akademischen Senat in deutscher Sprache zu schreiben und eine Rede in deutscher Sprache zu halten.
Er war mit seiner Frau Adelheid, geborene Mayer, der Tochter eines  Advokaten, verheiratet. Das Ehepaar hatte vier Söhne und vier Töchter.
Johann Georg Friedrich Will wurde am 15. Oktober 1843 unter der Matrikel-Nr. 1533 mit dem akademischen Beinamen Eustachius II. als Mitglied in die Kaiserliche Leopoldino-Carolinische Akademie der Naturforscher aufgenommen.

## Schriften
- Disquisitiones anatomicae oculorum compositorum insectorum. 1839
- Beiträge zur Anatomie der zusammengesetzten Augen mit facettirter Hornhaut. Inaugural-Abhandlung, Kunstmann, Erlangen 1840 (Digitalisat)
- De ratione et methodo anatomiae comparativae. Kunstmann, Erlangen 1841 (Digitalisat)
- Horae Tergestinae oder Beschreibung und Anatomie der 1843 bei Triest beobachteten Akalephen. Voss, Leipzig 1844 (Digitalisat)
- Ueber die Absonderung der Galle. Bläsing, Erlangen 1849 (Digitalisat)
- Ueber die Secretion des tierischen Samens. Bläsing, Erlangen 1849 (Digitalisat)
- Einige Bemerkungen über die Vater'schen Körperchen der Vögel. Wien 1850 (Digitalisat)
- Ueber die Milchabsonderung. Academische Festschrift. Bläsing, Erlangen 1850 (Digitalisat)